# Sara Simeoni
Sara Simeoni (Rivoli Veronese, 19 aprile 1953) è un'ex altista italiana, medaglia d'oro ai Giochi olimpici di Mosca 1980.
Campionessa olimpica nel 1980 e medaglia d’argento ai giochi olimpici nel 1976 e nel 1984. È stata primatista mondiale del salto in alto con la misura di 2,01 m stabilita due volte nel 1978, anno in cui vinse il campionato europeo. Ha vinto inoltre due medaglie d'oro alle Universiadi, altrettante ai Giochi del Mediterraneo e quattro titoli di campionessa europea indoor.
Quattordici volte campionessa italiana, ha detenuto il primato italiano per 36 anni dal 12 agosto 1971 all'8 giugno 2007, quando fu superato da Antonietta Di Martino. Nel 2014 fu eletta "Atleta del Centenario", insieme ad Alberto Tomba, in occasione dei 100 anni del CONI.

## Biografia
Nata a Rivoli Veronese, cominciò ben presto a frequentare le pedane di atletica adottando il neonato stile Fosbury. Fu seguita prima dal tecnico Bragagnolo, poi da Erminio Azzaro, anche lui saltatore in alto, che diventerà suo allenatore e marito.
Divenuta primatista italiana assoluta quando era ancora nella categoria juniores, aveva tra le sue armi migliori tecnica e determinazione. Nelle manifestazioni più importanti, sia indoor sia all'aperto, ebbe una progressione di risultati che la portarono a valicare il muro dei 2 metri in una lotta agonistica spesso contrapposta alle rivali tedesche Rosemarie Ackermann e Ulrike Meyfarth.
Il 4 agosto 1978, a Brescia, conquistò il record del mondo (2,01 m) durante una riunione di atletica tra le nazionali di Italia e Polonia. La Rai non seguiva l'evento e quindi si pensò a lungo che di questa prestazione non vi fossero resoconti visivi a parte le fotografie; trent'anni più tardi furono ritrovati filmati nell'archivio di una televisione locale.
Vanta una medaglia d'oro ai Giochi olimpici di Mosca 1980 e due medaglie d'argento ai giochi olimpici (Montreal 1976 e Los Angeles 1984), un oro e due bronzi agli europei, quattro ori agli europei al coperto, due vittorie alle Universiadi e ai Giochi del Mediterraneo e 24 titoli italiani; ha indossato la maglia azzurra per 72 volte.
Fu alfiere durante la cerimonia d'apertura delle olimpiadi di Los Angeles, e il 26 febbraio 2006 fu una degli otto atleti italiani portatori della bandiera olimpica nel corso della cerimonia di chiusura della XX Olimpiade invernale di Torino.
Alla fine degli anni ottanta fu anche interprete di sigle di telefilm, cartoni animati e trasmissioni televisive pubblicate nell'album Bimbo Hit nel 1988 e nel 1990. Nel 2014 dichiarò di essere tifosa del Chievo.
Dal 2017 è vicepresidente del comitato regionale Fidal Veneto.
Nell’estate del 2021 prende parte al programma televisivo di Rai 2 Il circolo degli anelli, in cui commenta le gare delle Olimpiadi di Tokyo. Il 20 dicembre 2021 presentò assieme ad Andrea Fusco e Arianna Secondini la cerimonia di consegna dei Collari d'oro al merito sportivo 2021, trasmessa in diretta su Rai 2. L’anno seguente prese parte anche a Il circolo dei mondiali su Rai 1 in occasione dei Mondiali di calcio in Qatar.
Il 2 dicembre 2022 è stata ballerina per una notte a Ballando con le stelle, condotto da Milly Carlucci.

### Nella cultura di massa
Nel brano di Samuele Bersani del 2002 Che vita!, Simeoni è citata insieme a Mennea in due versi del ritornello: 
(Samuele Bersani, Che vita!)

## Progressione

### Salto in alto
| Stagione | Misura | Luogo       | Data      | Rank. Mond. |
| -------- | ------ | ----------- | --------- | ----------- |
| 1984     | 2,00 m | Los Angeles | 10-8-1984 |             |
| 1983     | 1,84 m | Helsinki    | 7-8-1983  |             |
| 1982     | 1,98 m | Formia      | 28-8-1982 |             |
| 1980     | 1,98 m | Roma        | 5-8-1980  |             |
| 1980     | 1,98 m | Torino      | 1-6-1980  |             |
| 1979     | 1,98 m | Spalato     | 25-9-1979 |             |
| 1978     | 2,01 m | Praga       | 31-8-1978 | 1ª          |
| 1978     | 2,01 m | Brescia     | 4-8-1978  | 1ª          |
| 1976     | 1,91 m | Montréal    | 28-7-1976 |             |
| 1972     | 1,85 m | Monaco      | 4-9-1972  |             |

## Palmarès
| Anno | Manifestazione          | Sede          | Evento        | Risultato | Prestazione | Note                          |
| ---- | ----------------------- | ------------- | ------------- | --------- | ----------- | ----------------------------- |
| 1971 | Europei                 | Helsinki      | Salto in alto | 9ª        | 1,78 m      |                               |
| 1971 | Giochi del Mediterraneo | Smirne        | Salto in alto | Argento   | 1,74 m      | [ 12 ]                        |
| 1972 | Giochi olimpici         | Monaco        | Salto in alto | 6ª        | 1,85 m      | Miglior prestazione personale |
| 1973 | Europei indoor          | Rotterdam     | Salto in alto | 9ª        | 1,82 m      |                               |
| 1973 | Universiadi             | Mosca         | Salto in alto | Bronzo    | 1,81 m      |                               |
| 1974 | Europei indoor          | Göteborg      | Salto in alto | 11ª       | 1,75 m      |                               |
| 1974 | Europei                 | Roma          | Salto in alto | Bronzo    | 1,89 m      |                               |
| 1975 | Europei indoor          | Katowice      | Salto in alto | 4ª        | 1,80 m      |                               |
| 1975 | Giochi del Mediterraneo | Algeri        | Salto in alto | Oro       | 1,89 m      |                               |
| 1975 | Universiadi             | Roma          | Salto in alto | Argento   | 1,88 m      |                               |
| 1976 | Giochi olimpici         | Montréal      | Salto in alto | Argento   | 1,91 m      |                               |
| 1977 | Europei indoor          | San Sebastián | Salto in alto | Oro       | 1,92 m      | Record dei campionati         |
| 1977 | Universiadi             | Sofia         | Salto in alto | Oro       | 1,92 m      |                               |
| 1978 | Europei indoor          | Milano        | Salto in alto | Oro       | 1,94 m      | Record dei campionati         |
| 1978 | Europei                 | Praga         | Salto in alto | Oro       | 2,01 m      | Record dei campionati         |
| 1979 | Universiadi             | Sofia         | Salto in alto | Bronzo    | 1,92 m      |                               |
| 1979 | Giochi del Mediterraneo | Spalato       | Salto in alto | Oro       | 1,98 m      |                               |
| 1980 | Europei indoor          | Sindelfingen  | Salto in alto | Oro       | 1,95 m      | Record dei campionati         |
| 1980 | Giochi olimpici         | Mosca         | Salto in alto | Oro       | 1,97 m      |                               |
| 1981 | Europei indoor          | Grenoble      | Salto in alto | Oro       | 1,97 m      | Record dei campionati         |
| 1981 | Universiadi             | Bucarest      | Salto in alto | Oro       | 1,96 m      | Record delle Universiadi      |
| 1982 | Europei                 | Atene         | Salto in alto | Bronzo    | 1,97 m      |                               |
| 1983 | Mondiali                | Helsinki      | Salto in alto | 20ª (q)   | 1,84 m      |                               |
| 1984 | Giochi olimpici         | Los Angeles   | Salto in alto | Argento   | 2,00 m      |                               |
| 1986 | Europei                 | Stoccarda     | Salto in alto | 15ª (q)   | 1,86 m      |                               |

## Campionati nazionali
- 14 volte campionessa nazionale assoluta del salto in alto (1970/1980, 1982/1983, 1985)
- 1 volta campionessa nazionale assoluta del pentathlon (1972)
- 10 volte campionessa nazionale assoluta indoor del salto in alto (1970/1971, 1973/1975, 1977/1978, 1980/1981, 1986)

## Altre competizioni internazionali
1977
- Argento in Coppa del mondo (Düsseldorf), salto in alto - 1,92 m

1979
- Argento in Coppa Europa (Torino), salto in alto - 1,94 m
- Argento in Coppa del mondo (Montréal), salto in alto - 1,94 m

1985
- 5ª in Coppa Europa (Mosca), salto in alto - 1,91 m

## Riconoscimenti
- Nel maggio 2015, una targa a lei dedicata fu inserita nella Walk of Fame dello sport italiano a Roma, riservata agli ex-atleti italiani che si sono distinti in campo internazionale.[16][17]